# Askemariehøne
Askemariehønen (Chilocorus renipustulatus) er en bille i familien mariehøns. Den er udbredt og almindeligt forekommende i store dele af Europa, dog ikke på dele af Balkan samt den Iberiske Halvø. I Danmark er den fundet i alle landsdele.

## Kendetegn
Askemariehønens krop er halvkugleformet, bred og sort. På dækvingerne har den tydelige røde pletter, bugen er gul, og følehornene er rødgule. Den bliver 4-5 mm lang.
I Danmark findes også lyngmariehønen, der til en vis grad kan forveksles med askemariehønen, men lyngmariehønen er dels lidt mindre, dels har den i stedet for de store pletter på dækvingerne at have tre små pletter på tværs, dels at have et rødligt hoved.

## Levevis
Askemariehønen lever af skjoldlus, som den finder på løvtræer, særligt ask og rødel. Den kan findes i skove, parker og haver, og den er aktiv mellem marts og oktober, især i april-maj.